# USS Deede (DE-263)
USS Deede (DE-263) là một tàu hộ tống khu trục lớp Evarts được Hải quân Hoa Kỳ chế tạo trong Chiến tranh Thế giới thứ hai. Nó là chiếc tàu chiến duy nhất của Hải quân Mỹ được đặt theo tên Trung úy Hải quân LeRoy Clifford Deede (1916-1942), phi công hải quân, người được tặng thưởng Huân chương Chữ thập Bay Dũng cảm trong chiến đấu tại Philippines và đã tử trận ngày 17 tháng 6, 1942. Nó đã phục vụ cho đến khi chiến tranh kết thúc, xuất biên chế vào ngày 9 tháng 1, 1946 và xóa đăng bạ vào ngày 21 tháng 1, 1946. Con tàu bị bán để tháo dỡ vào ngày 12 tháng 6, 1947. Deede được tặng thưởng sáu Ngôi sao Chiến trận do thành tích phục vụ trong Thế Chiến II.

## Thiết kế và chế tạo
Những chiếc thuộc lớp tàu khu trục Evarts có chiều dài chung 289 ft 5 in (88,21 m), mạn tàu rộng 35 ft 1 in (10,69 m) và độ sâu mớn nước khi đầy tải là 8 ft 3 in (2,51 m). Chúng có trọng lượng choán nước tiêu chuẩn 1.140 tấn Anh (1.160 t); và lên đến 1.430 tấn Anh (1.450 t) khi đầy tải. Hệ thống động lực bao gồm bốn động cơ diesel General Motors Kiểu 16-278A nối với bốn máy phát điện để vận hành hai trục chân vịt; công suất 6.000 hp (4.500 kW) cho phép đạt được tốc độ tối đa 21 kn (24 mph; 39 km/h), và có dự trữ hành trình 4.150 nmi (4.780 mi; 7.690 km) khi di chuyển ở vận tốc đường trường 12 kn (14 mph; 22 km/h).
Vũ khí trang bị bao gồm ba pháo 3 in (76 mm)/50 cal trên tháp pháo nòng đơn có thể đối hạm hoặc phòng không, một khẩu đội 1,1 inch/75 caliber bốn nòng và chín pháo phòng không Oerlikon 20 mm. Vũ khí chống ngầm bao gồm một dàn súng cối chống tàu ngầm Hedgehog Mk. 10 (có 24 nòng và mang theo 144 quả đạn); hai đường ray Mk. 9 và tám máy phóng K3 Mk. 6 để thả mìn sâu.
Deede được đặt lườn tại Xưởng hải quân Boston ở Boston, Massachusetts vào ngày 23 tháng 2, 1943. Nó được hạ thủy vào ngày 6 tháng 4, 1943; được đỡ đầu bởi bà M. B. Deede, mẹ Trung úy Deede, và nhập biên chế vào ngày 29 tháng 7, 1943 dưới quyền chỉ huy của Hạm trưởng, Thiếu tá Hải quân J. W. Whaley.

## Lịch sử hoạt động
Sau khi hoàn tất việc chạy thử máy và huấn luyện, Deede được điều sang khu vực Mặt trận Thái Bình Dương, và đi đến Trân Châu Cảng vào ngày 17 tháng 11, 1943. Nó lên đường vào ngày 26 tháng 11 hộ tống cho các tàu chở dầu phục vụ cho các đội đặc nhiệm tham gia Chiến dịch Galvanic nhằm chiếm đóng quần đảo Gilbert, hộ tống một đoàn tàu vận tải đi đến đảo san hô Tarawa, rồi tuần tra ngoài khơi đảo Makin cho đến ngày 23 tháng 12, khi nó quay trở về Trân Châu Cảng.
Đi đến Majuro vào ngày 3 tháng 2, 1944, Deede phục vụ tuần tra và kiểm soát lối ra vào vũng biển trong giai đoạn chiếm đóng đản này. Nó quay trở về Trân Châu Cảng để thực hành huấn luyện từ ngày 21 tháng 2 đến ngày 26 tháng 3, rồi lại lên đường hoạt động hộ tống vận tải tại khu vực giữa Majuro và Trân Châu Cảng cho đến ngày 26 tháng 5. Nó rờ Trân Châu Cảng vào ngày 4 tháng 6 để đi Eniwetok, đến nơi mười ngày sau đó, và từ căn cứ này hộ tống một đội tàu chở dầu làm nhiệm vụ tiếp nhiên liệu trên đường đi cho Lực lượng Đặc nhiệm 53 vào ngày 20 tháng 6, khi Trận chiến biển Philippine đi vào giai đoạn kết thúc, cũng như cho Lực lượng Đặc nhiệm 58 trong hoạt động không kích xuống quần đảo Bonin vào ngày 24 tháng 6.
Từ ngày 6 tháng 7 đến ngày 1 tháng 9, Deede phục vụ như tàu bảo vệ và tuần tra trong quá trình tấn công để chiếm đóng quần đảo Mariana. Sau một lượt đại tu ngắn tại Eniwetok, nó hộ tống cho tàu chở hàng Crater (AK-70) đi Guadalcanal, rồi đến ngày 2 tháng 10 đã tham gia một đoàn tàu vận tải đi đến Peleliu. Con tàu tiếp tục hỗ trợ cho việc chiếm đóng quần đảo Palau cho đến ngày 17 tháng 11, khi nó lên đường quay trở về Trân Châu Cảng.
Deede đã phục vụ hộ tống vận tải tại chỗ và như mục tiêu huấn luyện tàu ngầm tại khu vực quần đảo Hawaii cho đến ngày 6 tháng 2, 1945. Nó lên đường hộ tống một đoàn tàu chở hàng và tàu vận chuyển để tăng viện cho cuộc đổ bộ tại Iwo Jima, đến nơi vào ngày 23 tháng 2. Con tàu tiếp tục tuần tra ngoài khơi hòn đảo này cho đến ngày 20 tháng 3, khi nó lên đường hộ tống các tàu chở quân đưa Sư đoàn 4 Thủy quân Lục chiến quay trở về Trân Châu Cảng, đến nơi vào ngày 4 tháng 4.
Sau khi được đại tu tại San Francisco và huấn luyện ôn tập tại San Diego và Trân Châu Cảng, Deede tham gia đội tiếp liệu cho Đệ Tam hạm đội tại Ulithi vào ngày 21 tháng 7, hỗ trợ cho Lực lượng Đặc nhiệm 38 trong các chiến dịch không kích sau cùng xuống các đảo chính quốc Nhật Bản. Nó đã phục vụ như tàu liên lạc giữa các tàu bệnh viện Benevolence (AH-13) và Tranquility (AH-14) từ ngày 16 đến ngày 21 tháng 8, rồi tham gia đội tiếp liệu tiến vào vịnh Tokyo vào ngày 2 tháng 10. Con tàu lên đường quay trở lại Trân Châu Cảng bốn ngày sau đó, nơi nó phục vụ dưới quyền Tư lệnh Tiền phương Biển Hawaii từ ngày 17 tháng 10 đến ngày 19 tháng 11.
Deede quay trở về San Francisco vào ngày 25 tháng 11, 1945. Nó được cho xuất biên chế tại đây vào ngày 9 tháng 1, 1946; và bị bán để tháo dỡ vào ngày 12 tháng 6, 1947.

## Phần thưởng[1]
|  | Silver star · Bronze star |

| Huân chương Chiến dịch Hoa Kỳ | Huân chương Chiến dịch Châu Á-Thái Bình Dương với 6 Ngôi sao Chiến trận | Huân chương Chiến dịch Châu Á-Thái Bình Dương với 6 Ngôi sao Chiến trận | Huân chương Chiến thắng Thế Chiến II |